# 萩生寺
萩生寺（はぎゅうじ）は愛媛県新居浜市萩生に所在する高野山真言宗の寺院である。地元では「南の坊」と呼ばれていて、本尊は秘仏の聖観音菩薩で、新四国曼荼羅霊場第三十番札所である。なお、西へ約300mの所に「北の坊」と呼ばれる仏光山阿弥陀寺がある。
御詠歌：大楽を　願わば詣れ　観世音　御手の蓮華に　我を悟らん

## 概要
建久年間 (1190 – 1199) に、後鳥羽上皇の勅願によって建立された。本尊は快慶作と云われている。萩生治郎丸本田に創建されたが、天正13年兵火により焼失後、現在地に慶長年間に再建された。
現在の本堂は弘法大師入定1150年を記念して建てられ、地下にはインドの四大仏跡と西国霊場と四国八十八ケ所のお砂踏み霊場がある。

## 境内
- 山門：鐘楼門
- 本堂
- チベット式佛塔ナムゲル・チユ-ルテン：ダライ・ラマ法王十四世本人が2009年11月2日に当山に来て自ら開眼供養した石の仏塔。
- 両面大師（お御影と秘鍵大師)の石造
- 金比羅堂
- 地蔵堂：伊予六地蔵霊場4番で金剛幢地蔵尊、室町時代から伝えられていて、臨終無苦、安住安心の願いごとをかなえてくれる仏様で「ぼけ封じ地蔵」として親しまれている。
- 檀信徒会館
- 宿坊：なし
- 駐車場：普通車約50台、大型バスは国道に駐車して徒歩10分

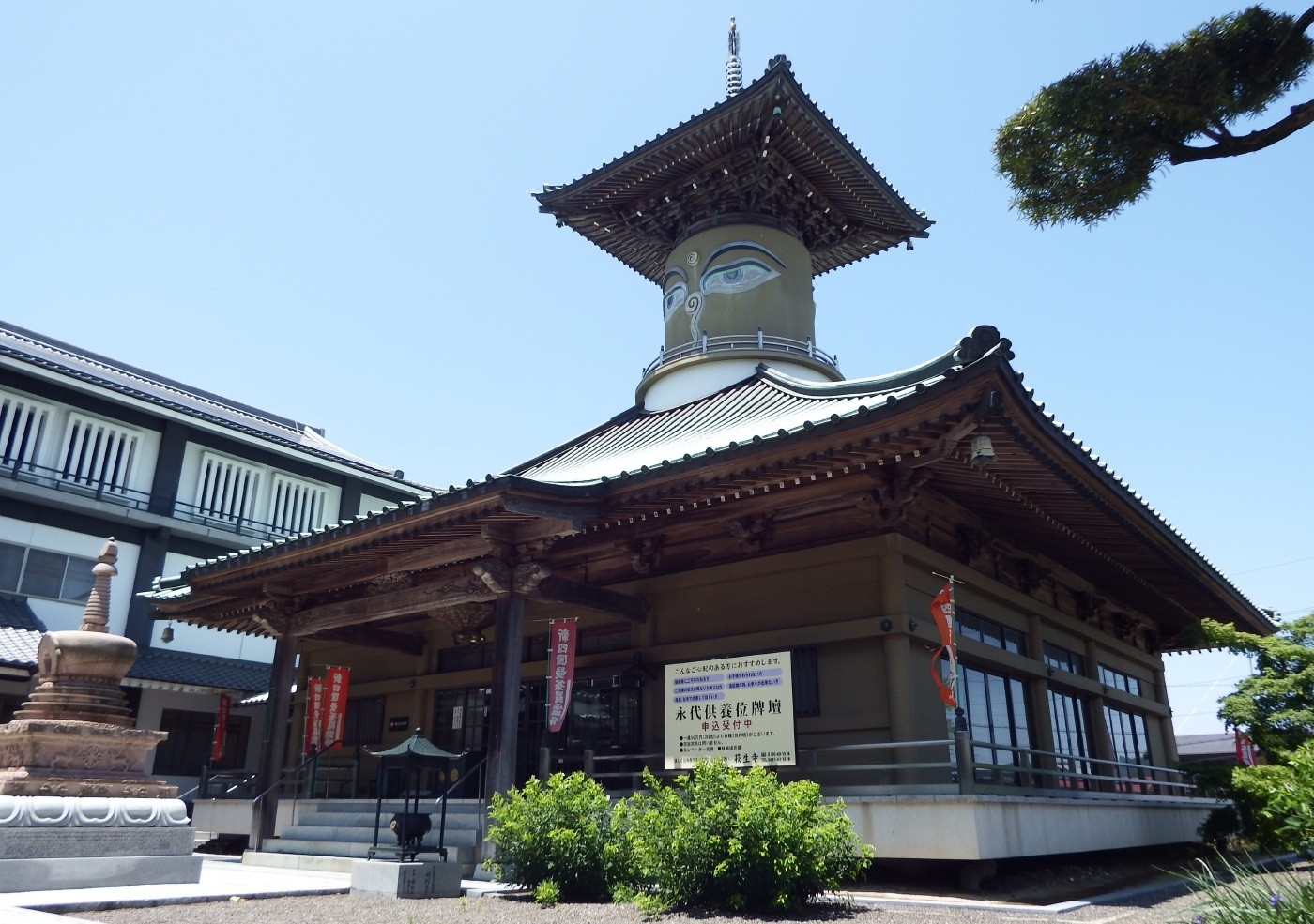
本堂
ナムゲル・チユ-ルテン
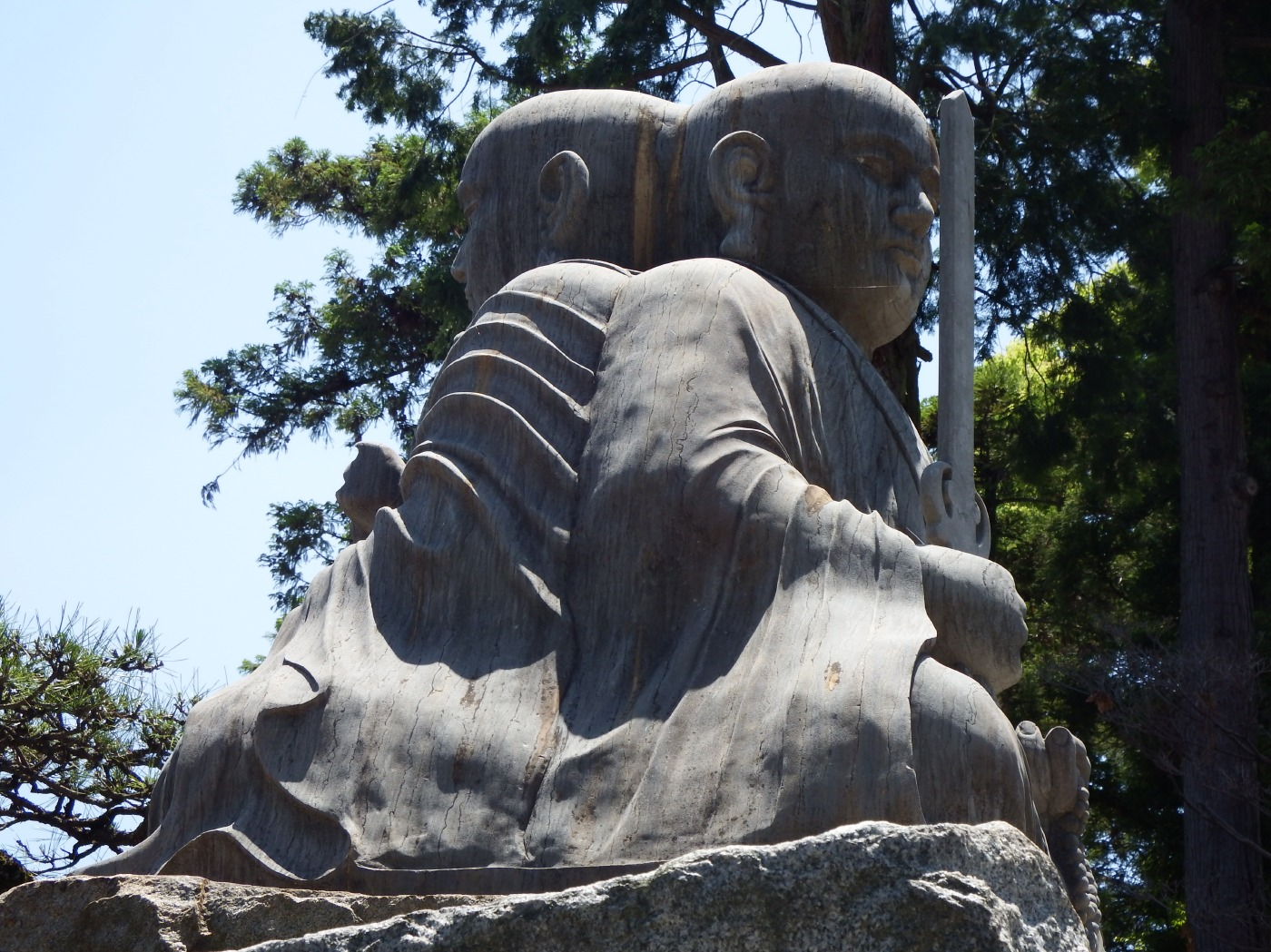
両面大師

## 飛び地境内
本寺山門前から東へ約100mさらに北東へ約100mのところ。住所：新居浜市萩生801番地
- 大師泉堂

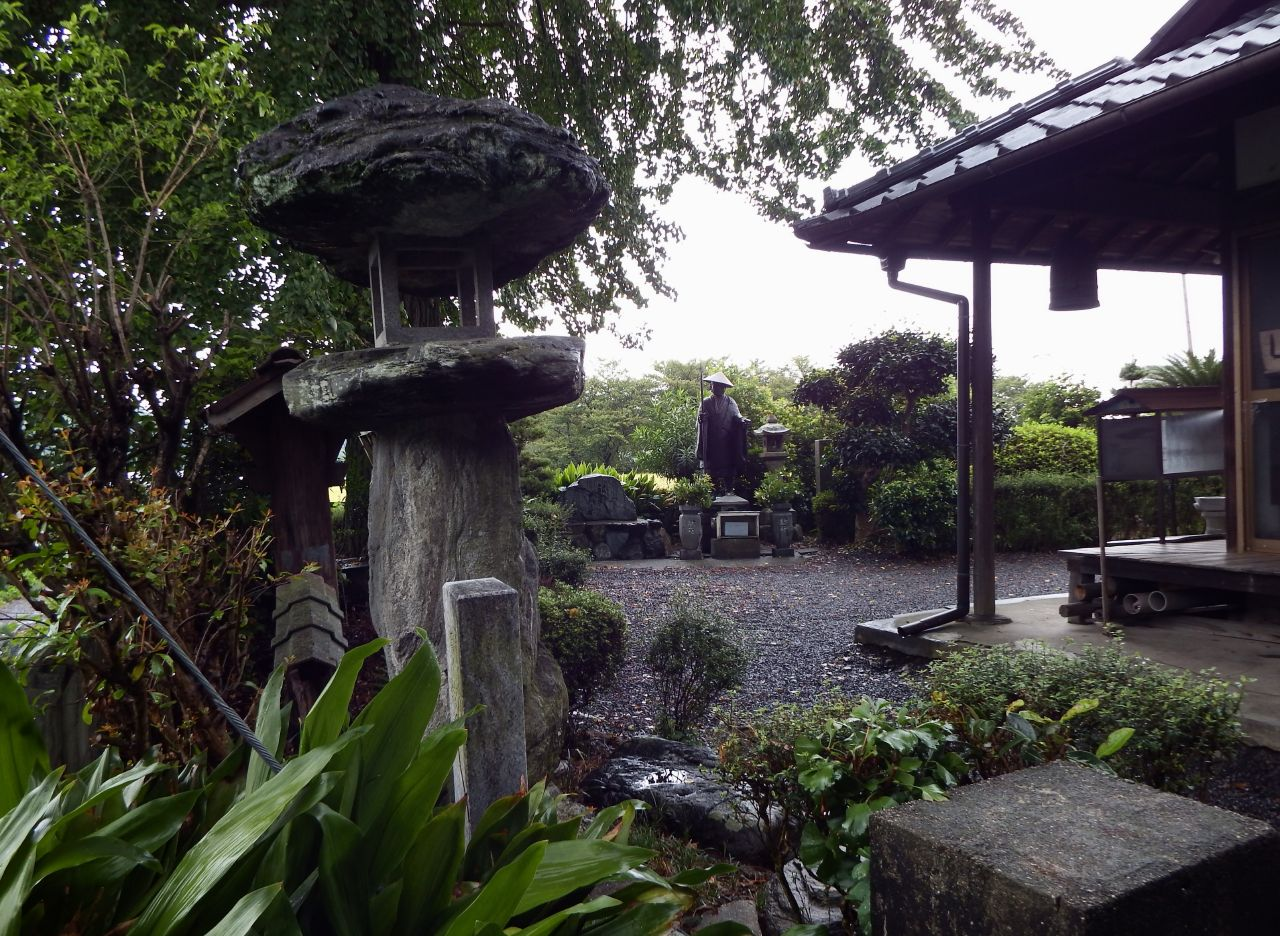
大師堂
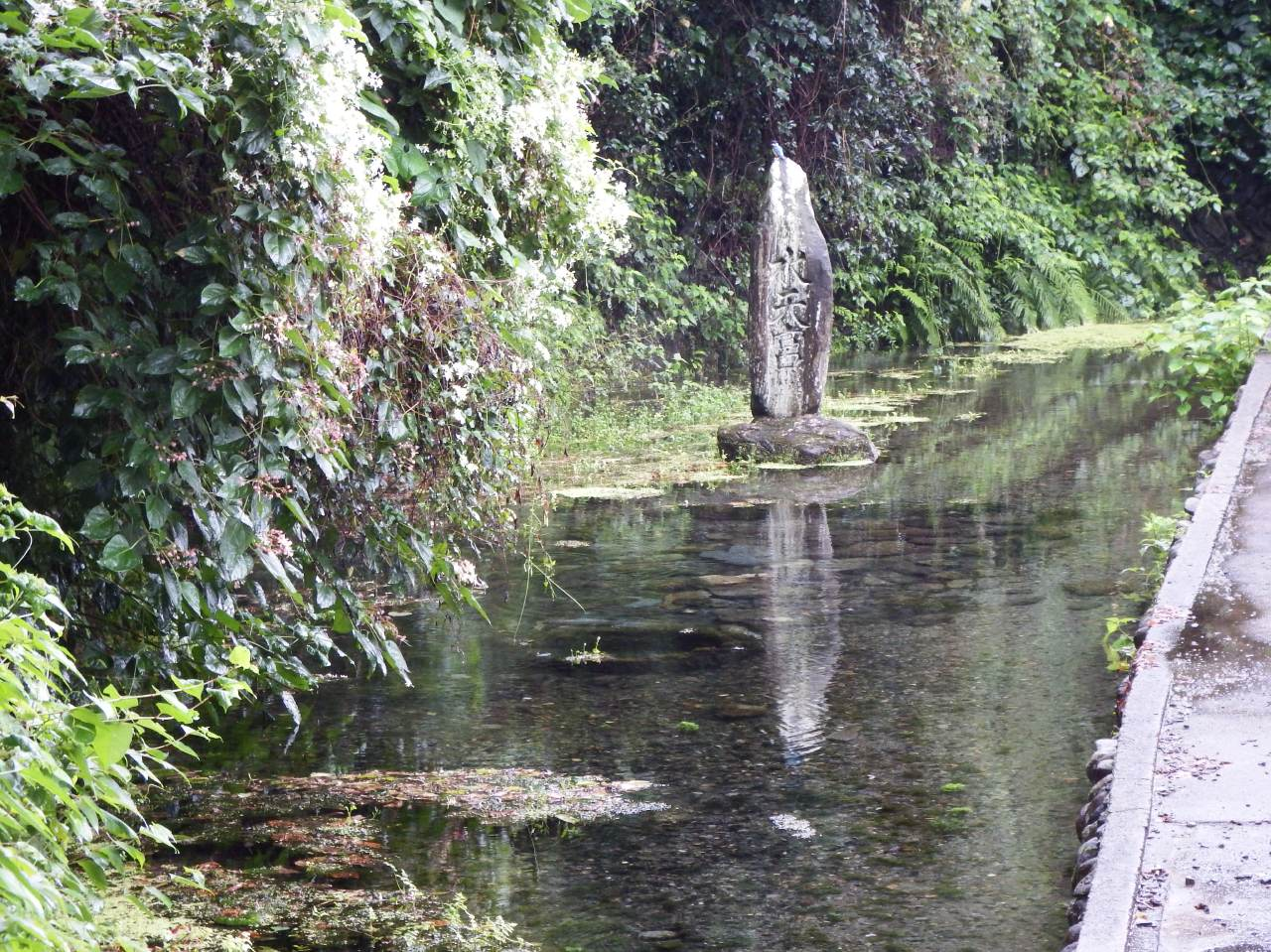
大師堂境内の泉

## 文化財
- 木造聖観世音菩薩立像（新居浜市指定有形文化財）昭和52年4月7日指定
- 大師泉のオオバタネツケバナ（新居浜市指定天然記念物）大葉種付花・テイレギ、昭和52年4月7日指
- 大師泉縄文遺跡（新居浜市指定史跡）昭和52年4月7日指定

## 前後の札所
新四国曼荼羅霊場
29番 明正寺 ---- 30番 萩生寺 ---- 31番 王至森寺